# Cadborosaurus

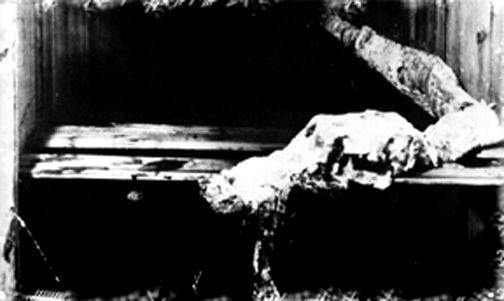
Der „Effingham-Kadaver“ von 1947, zeitweise für einen Cadborosaurus gehalten, war wahrscheinlich ein verrottender Riesenhai

Cadborosaurus willsi (auch Caddy) ist ein Seeungeheuer, das an der nordamerikanischen Pazifikküste vorkommen soll.
Das Wesen ist ortsansässigen Indianern schon seit Jahrhunderten unter dem Namen Hiachuckaluck bekannt. Daneben existieren mehrere hundert moderne Augenzeugenberichte, von denen viele von dem Professor für Ozeanographie Paul H. Le-Blond und Kollegen seit 1969 gesammelt und ausgewertet wurden.
Der Name Cadborosaurus leitet sich von der Cadboro Bay bei Victoria, British Columbia  und dem griechischen sauros („Echse“) ab und wurde 1933 von Archie Wills, einem Redakteur der Victoria Daily Times vergeben, nachdem Segler über die Begegnung mit einem mehr als 3 Meter langen schlangenähnlichen Monster berichtet hatten. Der Artname Cadborosaurus willsi wurde von Le-Blond und dem Zoologen Eduard L. Bousfield vergeben, die den Fund einer etwa 3 m langen Kreatur im Magen eines harpunierten Pottwals von 1937 als Seeschlange interpretierten. Auch verschiedene andere an der nordwestamerikanischen Küste gefundene Kadaver wurden zuweilen für Überreste des Cadborosaurus gehalten.
Cadborosaurus wird als bis zu 15 m lange Seeschlange mit buckeligem Körper und hunde- oder pferdeähnlichem Kopf beschrieben. Das Tier soll außerdem einen langen Hals und Seitenflossen besitzen, manche Beschreibungen erwähnen zudem Stacheln am Schwanz. Auffällig sei des Weiteren die hohe Schwimmgeschwindigkeit von bis zu 40 Knoten.
Es wurde vermutet, dass eine Verbindung zwischen Cadborosaurus und den Seeungeheuern, von denen in mehreren kanadischen Seen berichtet wurde (Ogopogo, Manipogo und Igopogo), bestehen könnte, welche alle als ähnlich beschrieben werden.